# Häxan
Häxan (danès: Heksen, lit. La bruixa) és una pel·lícula muda sueco-danesa de terror d'assaig escrita i dirigida per Benjamin Christensen. La pel·lícula, que consisteix en una narració d'històries a l'estil de documental, així com de seqüències narratives dramatitzades, mostra les arrels històriques i la superstició que envolten la bruixeria, començant a l'edat mitjana al llarg del segle xx. Basat en part en el propi estudi de Christensen sobre el Malleus Maleficarum, una guia alemanya del segle xv per a membres de la Inquisició, Häxan proposa que aquestes caceres de bruixes podrien derivar-se de malentesos de trastorn mental o trastorn neurològic, que desencadenen histèria massiva.
Häxan és una pel·lícula sueca produïda per AB Svensk Filmindustri, però rodada a Dinamarca entre 1920 i 1921. Amb la minuciosa recreació d'escenes medievals de Christensen i el seu llarg període de producció, va ser la pel·lícula muda d'Escandinàvia més cara que s'ha fet mai, amb un cost gairebé dos milions de corones sueques. Tot i que va rebre una certa recepció positiva a Dinamarca i Suècia, els censors de països com Alemanya, França i els Estats Units es van oposar al que en aquell moment es consideraven representacions gràfiques de tortura, nuesa i perversió sexual, així com l'anticlericalisme.
El 1968, Metro Pictures Corporation va reeditar i va tornar a llançar Häxan als EUA sota el títol Witchcraft Through the Ages. Aquesta versió inclou una narració en anglès de William S. Burroughs. La versió original en suec de Häxan ha estat sotmesa a tres restauracions per part del Svenska Filminstitutet, realitzades el 1976, 2007 i 2016. Des del seu llançament inicial, Häxan ha rebut elogis pel seu combinació d'estil documental i narració narrativa, així com les seves imatges visuals, i s'ha anomenat l'obra mestra de Christensen.

## Trama

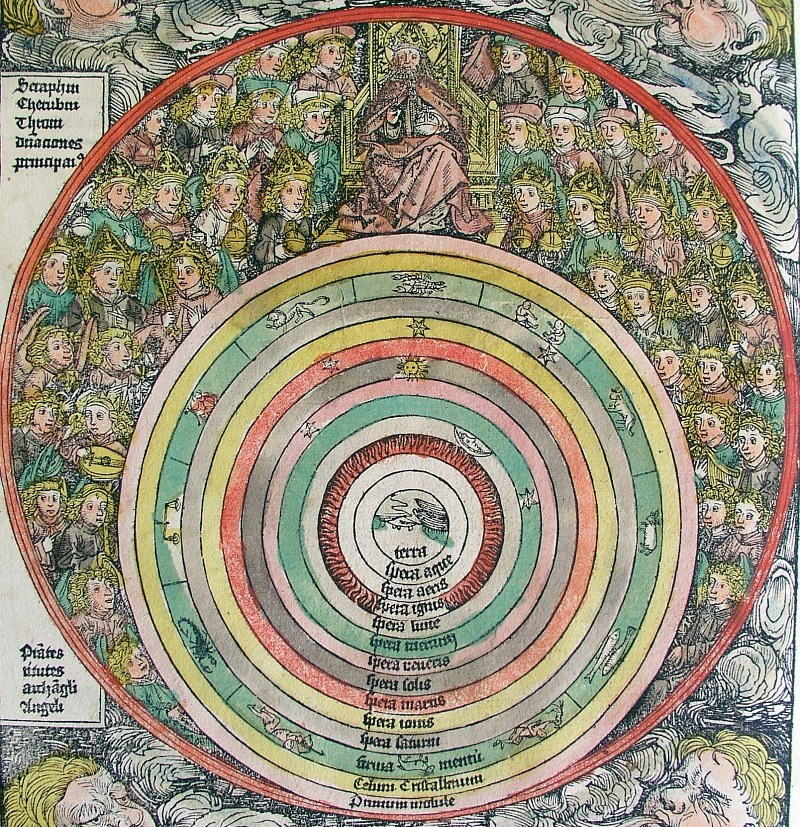
Aquest model geocèntric de l'univers, similar a un model utilitzat en la pel·lícula, representa la Terra en el centre de l'univers, envoltada de capes d'aire i foc, el sistema solar, les estrelles i, finalment, Déu amb cors d'àngels.

Formalment, Häxan es troba dividida en set capítols, però predomina el separat en quatre parts temàtiques.

### Part I
Una dissertació acadèmica sobre les aparicions de dimonis i bruixes en la cultura primitiva i medieval, acompanyat d'una sèrie de fotografies d'estàtues, pintures i gravats en fusta que s'utilitzen com a peces demostratives. A més, s'empren diversos models a gran escala per a demostrar conceptes medievals de l'estructura del sistema solar i la representació comunament acceptada del infern.

### Part II
Una sèrie de vinyetes que demostren teatralment la superstició i les creences medievals sobre la bruixeria, amb la inclusió de Satanàs (interpretat pel propi Christensen) temptant a una dona adormida lluny del llit del seu marit abans de terroritzar a un grup de monjos. També es mostra una dona comprant una poció d'amor d'una suposada bruixa, i una seqüència que mostra a una suposada bruixa somiant amb volar per l'aire i assistir a una reunió de bruixes.

### Part III
Una llarga narració dividida en diverses parts. Ambientada en l'edat mitjana, es tracta d'una anciana acusada de bruixeria per la família d'un moribund. La narració s'utilitza per a demostrar el tracte de les autoritats religioses de l'època a les presumptes bruixes. L'anciana, després de ser torturada, admet estar fortament involucrada en bruixeria, incloent-hi descripcions detallades del aquelarre, arribant fins i tot a "nomenar" altres suposades bruixes, incloses dues de les dones de la casa del moribund. Finalment, l'esposa del moribund és arrestada com a bruixa quan un dels clergues l'acusa de fetillar-lo.

### Part IV
La part final de la pel·lícula cerca demostrar com les supersticions d'antany s'entenen millor ara. Christensen cerca fer l'afirmació que la majoria dels acusats de bruixeria possiblement eren malalts mentals i, que en els temps moderns, aquest comportament s'interpreta com una malaltia. El seu cas gira entorn de vinyetes sobre un somnàmbul i un cleptòman, la qual cosa implica que aquests comportaments s'haurien considerat com influenciats per dimonis en l'època medieval, mentre que les societats modernes els reconeixen com a malalties psicològiques.

## Repartiment
L'elenc de Häxan inclou a:
- Benjamin Christensen, com el diable;
- Ella la Cour, com l'embruixadora Karna;
- Emmy Schønfeld, com l'assistent de Karna;
- Kate Fabian, com la solterona;
- Oscar Stribolt, com el monjo gros;
- Wilhelmine Henriksen, com Apelone;
- Astrid Holm, com Anna;
- Elisabeth Christensen, com la mare d'Anna;
- Karen Winther, com la germana d'Anna;
- Maren Pedersen, com la bruixa;
- Johannes Andersen, com Pater Henrik, jutge de la bruixa;
- Elith Pio, com Johannes, jutge de la bruixa;
- Aage Hertel, com un jutge de la bruixa;
- Ib Schønberg, com un jutge de la bruixa;
- Holst Jørgensen, com Ole Kighul;
- Clara Pontoppidan, com la germana Cecilia, monja;
- Elsa Vermehren, com la monja flageladora;
- Alice O'Fredericks, com una monja;
- Gerda Madsen, com una monja;
- Karina Bell, com una monja;
- Tora Teje, com la dona histèrica;
- Poul Reumert, com el joier;
- H.C. Nilsen; com l'assistent del joier;
- Albrecht Schmidt com el psiquiatre;
- Knud Rassow, com l'anatomista.

## Producció
Després de trobar una còpia del Malleus maleficarum en una llibreria de Berlín, Christensen va passar dos anys —de 1919 a 1921— estudiant manuals, il·lustracions i tractats sobre bruixes i caça de bruixes. Va incloure una extensa bibliografia en el programa original de l'estrena de la pel·lícula. Tenia la intenció de crear una pel·lícula completament nova en lloc d'una adaptació de ficció literària, com era el cas de les pel·lícules d'aquesta època. «En principi estic en contra d'aquestes adaptacions […] busco trobar el camí cap a les pel·lícules originals
Christensen va obtenir finançament de la gran productora sueca Svensk Filmindustri, preferint-la als estudis cinematogràfics locals danesos, per a poder mantenir una completa llibertat artística. Va usar els diners per a comprar i renovar l'estudi de cinema Astra a Hellerup, Dinamarca. La filmació es va dur a terme de febrer a octubre de 1921. Christensen i el director de fotografia Johan Ankerstjerne van filmar només de nit o en un escenari tancat per a mantenir el to fosc de la pel·lícula. La postproducció va requerir un altre any abans que la pel·lícula s'estrenés a fins de 1922. El cost total per a l'estudi Svensk Film, amb la inclusió de la remodelació de l'estudi Astra, va aconseguir entre els 1,5 i 2 milions de corones, convertint a Häxan en la pel·lícula muda escandinava més cara de la història.

## Llançament
La pel·lícula es va estrenar simultàniament en quatre ciutats sueques: Estocolm, Helsingborg, Malmö i Göteborg, el 18 de setembre de 1922, una cosa inusual per Suècia en aquest moment. L'estrena danesa es va donar a Copenhaguen el 7 de novembre de 1922. Va ser reeditada en 1931 a Dinamarca amb una introducció ampliada de Christensen. Els intertítols també es van canviar en aquesta versió. El 1968 Metro Pictures Corporation va reeditar i va rellançar Häxan als Estats Units com Witchcraft Through the Ages. Havia agregat una narració de William Burroughs i una partitura de jazz de Daniel Humair, que va ser interpretada per un quintet que incloïa a Jean-Luc Ponty al violí.

## Restauració i vídeo domèstic
El Svenska Filminstitutet ha dut a terme tres restauracions de Häxan:
- 1976: restauració fotoquímica tintada.
- 2007: restauració fotoquímica tintada.
- 2012: restauració digital tintada.

La restauració de 1976 va ser llançada en DVD als Estats Units i el el Regne Unit en 2001 per Criterion i Tartan Video, amb el nom Witchcraft Through the Ages, mentre que la de 2007 va ser llançada en DVD a Suècia per l'Institut Suec del Cinema. El 2013, Criterion va llançar la restauració digital de 2012 exclusivament per Blu-ray dels Estats Units.

## Recepció

### Crítiques inicials
L'acadèmic James Kendrick va escriure que els crítics inicials de Häxan «es van sentir confosos per [la seva] estètica que traspassava fronteres». El seu contingut temàtic també va generar controvèrsies. Un crític contemporani de Variety, per exemple, va elogiar l'actuació, la producció i les moltes escenes de "horror pur" de la pel·lícula, però va agregar que «encara que aquesta imatge és meravellosa, és absolutament inadequada per a l'exhibició pública». Un crític de Copenhaguen també es va sentir ofès per «la crueltat satànica i pervertida que brolla d'ella, la crueltat que tots coneixem que ha aguaitat a les edats com una malvada bèstia peluda, la quimera de la humanitat. Però quan sigui capturada, deixi-la tancada en una cel·la, ja sigui en una presó o en un manicomi. No deixin que li ho presenti amb música de Wagner o Chopin, […] a homes i dones joves, que s'han endinsat en el món encantat d'un cinema.» Pel contrari, un crític del The New York Times va escriure en 1929: «La imatge està, en la seva major part, fantàsticament concebuda i dirigida, mantenint a l'espectador en una espècie d'encanteri medieval. La majoria dels personatges semblen haver sortit de pintures primitives.» La pel·lícula també va adquirir un estatus de culte entre els surrealistes, que admiraven molt la seva subversió.

### Crítiques modernes
En els anys transcorreguts des del seu debut, Häxan ha estat considerat per crítics i acadèmics com l'obra mestra de Christensen. A l'agregador de ressenyes Rotten Tomatoes, la pel·lícula té actualment una qualificació d'aprovació del 88%, amb una qualificació mitjana de 7,4/10, basada en 17 ressenyes. A PopMatters, David Sanjek va escriure: «La manera enlluernadora en la que Haxan passa d'una conferència il·lustrada a una recreació històrica, a preses d'efectes especials de bruixes en les seves escombres i a un drama de vestimenta modern, va assenyalar formes en les quals el format documental podria usar-se de formes que altres no aprofitarien fins a anys després en el futur.» Peter Cowie va argumentar de manera similar a Eighty Years of Cinemaque va establir a Christensen com «un autor d'imaginació poc comuna i amb un estil pictòric molt avançat al seu temps». Time Out London la va denominar com «una mescla estranya i bastant meravellosa de ficció, documental i animació». El crític de cinema Leonard Maltin li va atorgar a la pel·lícula tres de les quatre estrelles possibles, qualificant-la de «visualment impressionant» i «realment aterridora». A més, va elogiar l'actuació del director com a Satanàs. Apareix en el llibre de referències cinematogràfiques 1001 pel·lícules que cal veure abans de morir, on James Kendrick diu que: «En part exercici acadèmic que relaciona antics temors amb malentesos sobre malalties mentals, i en part pel·lícula de terror salaç, Haxän és una obra única que encara posseeix la capacitat d'inquietar, fins i tot en aquesta època enfastidida.»

## Influència
Häxan seria pionera en l'ús de les bruixes com a vilanes en les pel·lícules, costum després continuat al cinema nòrdic. Això seria portat a Hollywood, on es veuria a les bruixes com a representacions femenines malvades i sensuals, encarnant-se en els papers de vamp de Theda Bara, entre d'altres. La companyia creada per Eduardo Sánchez i Daniel Myrick per a produir The Blair Witch Project, va rebre el nom de Haxan Films, en honor a aquesta pel·lícula